# Meister des Erfurter Einhornaltars

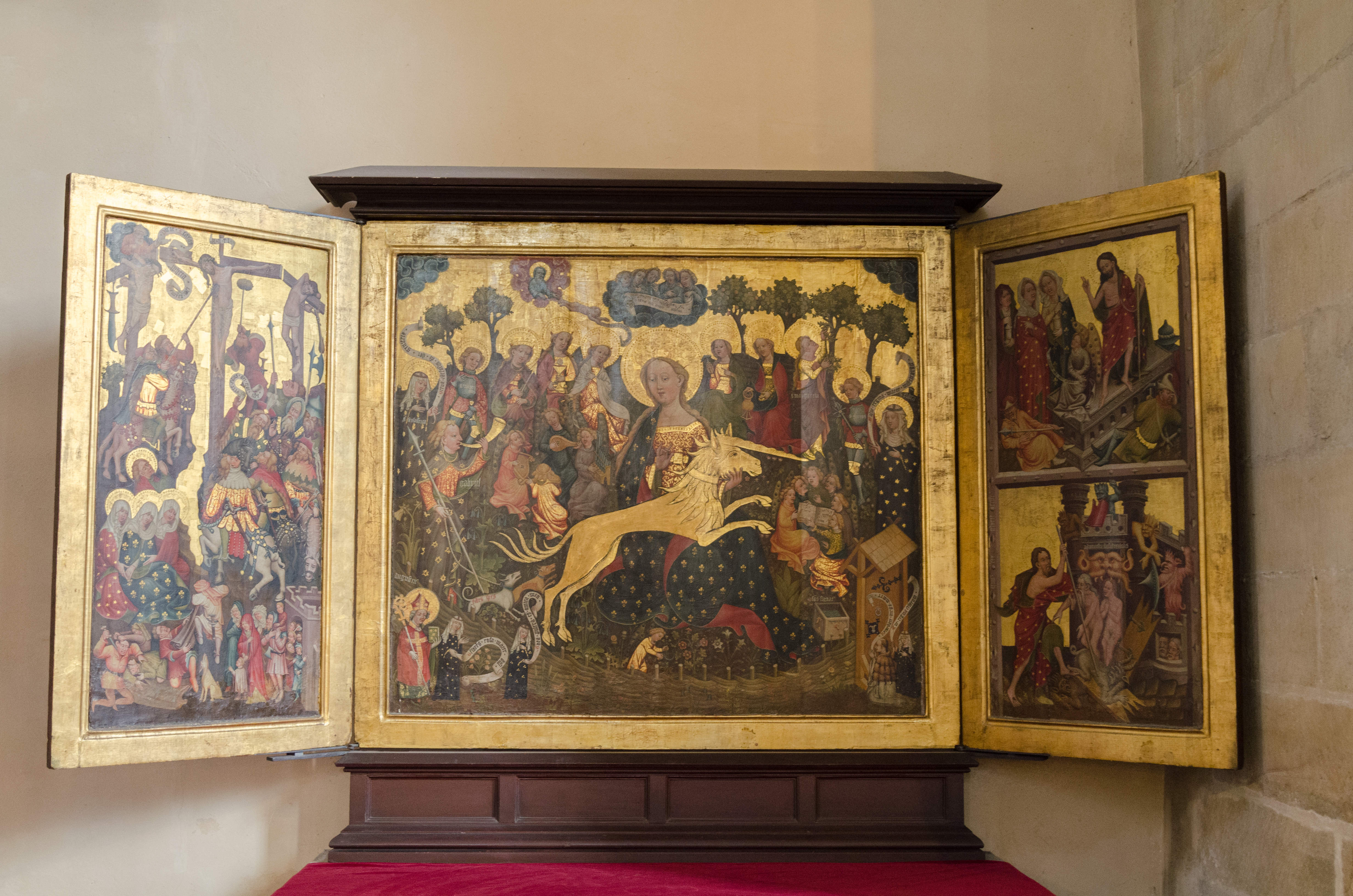
Erfurter Einhornaltar, Dom St. Marien, um 1410/1420

Als Meister des Erfurter Einhornaltars wird ein mittelalterlicher Maler bezeichnet, der zum Anfang des 15. Jahrhunderts einen dreiflügeligen Altar für den Erfurter Mariendom gemalt hat.
Der namentlich nicht bekannte Künstler erhielt seinen Notnamen nach diesem als Erfurter Einhornaltar bekannten spätgotischen Werk. Die Mitteltafel zeigt Maria als Himmelskönigin mit dem Einhorn umgeben von Heiligen. Die Darstellung am Altar in Erfurt wird zu den herausragenden Beispielen der zahlreichen mittelalterlichen, oft wie in Erfurt prachtvollen, malerischen Interpretationen des Einhorns als Verkörperung Christi und der Tugend gezählt.
Er ist eine der besonderen Sehenswürdigkeiten des Doms und steht heute in dessen Querschiff.